# John Coward
Pour les articles homonymes, voir Coward (homonymie).
Temple de la renommée britannique : 1993
John Coward, Red Coward, (né le 28 octobre 1907 à Ambleside au Royaume-Uni, mort le 8 février 1989 à Fort Frances au Canada) est un joueur britannique de hockey sur glace.

## Carrière
Ses parents émigrent au Canada quand il a cinq ans et s'installent à Fort Frances en 1914. Il apprend le hockey sur glace à partir de quatorze ans. Il joue dans les équipes de Fort Frances, les Cadets en junior puis les Tigres en senior. Il revient au Royaume-Uni en 1935 et s'engage avec les Faucons de Richmond, équipe de l'English National League à la demande de l'entraîneur Percy Nicklin, Canadien chargé de former l'équipe nationale britannique et ancien coéquipier. Au cours de la deuxième saison, il marque cinq buts et a quatre assistances.
John Coward est sélectionné dans l'Équipe de Grande-Bretagne pour les Jeux olympiques d'hiver de 1936 à Garmisch-Partenkirchen. Coward, ainsi que huit autres joueurs nés en Grande-Bretagne qui avaient appris leur hockey au Canada, un résident britannique né au Canada et deux natifs britanniques, contribuent à mener la Grande-Bretagne à la médaille d'or, battant de peu le Canada. Il continue de représenter la Grande-Bretagne dans des compétitions internationales, les championnats d'Europe et du monde en 1937 (médaille d'or européenne et médaille d'argent mondiale). Il joue six des sept matches (il manque le premier contre la Suède) et marque un but contre la Tchécoslovaquie.
Il met un terme à sa courte carrière professionnelle et repart au Canada. Il joue avec les Fort Frances Maples Leafs qui atteint les play-offs de la Coupe Allan en 1940.
Pendant la Seconde Guerre mondiale, Coward est pendant quatre ans sergent et instructeur dans la police militaire. Après la guerre, il retourne à Fort Frances où il travaille dans une papeterie jusqu'en 1969. Coward dirige ensuite une boutique de golf pour les professionnels et entraîne une équipe de hockey sur glace junior.
Coward est intronisé au Temple de la renommée du hockey britannique en 1993 en tant que membre de l'équipe nationale de 1936 pour ses services au hockey sur glace britannique.